# Leina oja
Leina oja är ett vattendrag i sydvästra Estland. Det ligger i landskapet Pärnumaa och är ett sydvästligt biflöde till Ura jõgi. Det är 11 km långt.